# Роберт Блейк
Ро́берт Бле́йк (англ. Robert R. Blake; 21 січня 1918, Бруклін, Массачусетс, США — 20 червня 2004, Остін, Техас, США) — американський теоретик менеджменту. Один з авторів управлінської решітки Блейка-Моутон.

## Біографія
Роберт Блейк народився 21 січня 1918 року в Брукліні, штат Массачусетс. Його професійне життя поділено між його пристрастю до досліджень і пристрастю до практичних бізнес-додатків. Він здобув ступінь бакалавра з психології та філософії в Берея-коледжі (1940), невеликого коледжу в Кентуккі, який обслуговував бідних студентів Аппалачі. У 1941 рокі Блейк здобув ступінь магістра з психології у Вірджинському університеті. 4 вересня 1941 року він одружився. Роберт Блейк служив в армії під час Другої світової війни на полях Рендольфа в Сан-Антоніо до 1945 року. Він здобув ступінь доктора філософії з психології в Техаському університеті в Остін (1947), де він і далі працював професором до 1964 року.
Блейк читав лекції в Оксфордському, Гарвардському та Кембриджському університетах.
Блейк любив подорожувати зі своєю сім'єю і неодноразово охоплювати земну кулю, з ентузіазмом завжди досліджуючи орієнтири та культури. Його пристрасть до досліджень ніколи не зменшувалася, навіть після виходу на пенсію в 1997 році. Блейк, співзасновник відомої теорії управлінської решітки, помер у неділю, 20 червня 2004 року, в Остіні, штат Техас.

## Наукова діяльність
Робер Блейк і Джейн Моутон є авторами «Управлінської решітки».
Ця решітка подає 5 основних типів поведінки керівника:
- 9:1-диктатор — менеджери які використовують цей стиль тиснуть на своїх працівників за допомогою правил і покарань для досягнення цілей;
- 1:9 -демократ — цей стиль викликає серйозне занепокоєння людей і низький інтерес до виробництва;
- 1:1-песиміст — цей стиль має низький інтерес як до людей так і до продукції;
- 9:9-організатор — менеджери, які обирають цей стиль, заохочують до спільної роботи та прихильності серед працівників;
- 5:5-маніпулятор — менеджери, які використовують цей стиль, намагаються збалансувати цілі компанії та потреби працівників.

Доктор Блейк був членом Американської психологічної асоціації та дипломатом з індустріальної та організації психології.
Роботи доктора Блейка були відібрані для включення до «Великих письменників на організаціях» і він був нещодавно визнаний «Видатною інтелігенцією XXI століття».